# Drissa (Fluss)
Die Drissa (belarussisch Дрыса Dryssa; russisch Дри́сса/Дры́са Drissa/Dryssa; polnisch Dryssa; litauisch Drisa; lettisch Drisa) ist ein rechter Nebenfluss der Düna in Belarus.
Sie fließt durch die Rajone Werchnjadswinsk und Rassony im Norden der Wizebskaja Woblasz im Nordosten von Belarus. Bei einer Gesamtlänge von 183 km entwässert sie ein Einzugsgebiet von 6420 km² (davon 1500 km² in Russland), welches hauptsächlich im Polozker Tiefland liegt.
Die Wasserführung an der Mündung in die Düna nördlich von Werchnjadswinsk, welches bis 1962 Drissa hieß, beträgt 40 m³/s. Der See Drissa, aus dem sie entspringt, setzt sich im Grenzgebiet  zwischen Russland und Belarus in eine Reihe weiterer Seen (Astrauzy/Ostrowzy, Sinscha, Busa) fort.